# 阿拉山口站
阿拉山口站（維吾爾語：ئالاتاۋ ئېغىزى بېكىتى‎）是位于中国新疆维吾尔自治区博尔塔拉蒙古自治州阿拉山口市艾比湖路2号的一个铁路车站，位于与哈萨克斯坦交界的阿拉山口口岸，为兰新铁路西段（北疆铁路）终点站，有铁路口岸与哈萨克斯坦土西铁路多斯特克站接轨。邮政编码833415。车站建于1990年，有北疆铁路经过该站，车站及其上下行区间均为电气化区段。车站距离乌鲁木齐南站476公里，隶属中国铁路乌鲁木齐局集团，是二等站。

## 车站构造
该站为地面車站，只有一个客运站台。哈萨克斯坦铁路采用宽轨（俄罗斯轨距），轨距为1520毫米，这意味着与采用标准轨距的中国铁路没有直达线路。因此，货物需要中转，该站拥有一个大型货运编组场、一个货物和运输集装箱中转设施以及一个机车车辆段。。该铁路线通过标准轨和宽轨铁路平行的单轨网络与邻国哈萨克斯坦的多斯特克站相连。

## 所属路線
- 中国国家铁路集团
  - 北疆铁路：本站为终点，距起点乌鲁木齐南站476公里[6]
- 哈萨克斯坦国境线：距多斯特克站12.3公里

## 利用状況
该站为北疆线客货两用站，截至2009年5月，该站与乌鲁木齐之间有两趟旅客列车运行。此外，乌鲁木齐至哈萨克斯坦阿拉木图的国际列车也途经该站，在多斯图克站换乘。多斯图克与乌鲁木齐时差为2小时。2006年，货运量达1300万吨。过境货运量逐年增加，是中国第二大国际铁路运输车站。阿拉山口海关是中国陆运出口量最大的海关。

## 下辖车站
阿拉山口站为中国铁路乌鲁木齐局集团下辖的直属车站，目前管辖以下车站：
- 兰新铁路乌阿段：托托站、精河站、蘑菇滩站、博乐东站、白房子站、阿拉山口站
- 博州支线铁路：博乐东站、双河市站、博乐站

## 车站周边
- 農貿市場
- 阿拉山口鉄路大酒店
- 阿拉山口香榭麗酒店
- 中国銀行阿拉山口分行
- 中国工商銀行
- 中国農業銀行
- 中国建設銀行
- 阿拉山口汽車站
- 阿拉山口医院
- 石化賓館
- 阿拉山口口岸賓館
- 阿拉山口陸橋賓館

## 歴史
- 1990年9月1日 - 随着北疆线的开通而开业[6]。
- 1990年9月12日 - 开通了通往德鲁日巴（现多斯图克站）的线路[12]。
- 1991年7月 - 货物临时通关已开始[13]。
- 1992年6月21日 - 阿拉木图至乌鲁木齐（现乌鲁木齐南站）开行国际旅客列车（K9795/9796次列车）[14]。
- 1992年10月31日 - 北疆線正式開始运营[15]。
- 1992年12月1日 - 国際輸送正式開始[15]。
- 1993年4月3日 - 开行乌鲁木齐（现乌鲁木齐南站）至阿拉木图间国际旅客运输（中方），同时开行乌鲁木齐（现乌鲁木齐南站）至阿拉山口间国内列车[14]。
- 1993年10月 - 阿拉山口至多斯图克公路也正式通车。
- 2008年11月 - 亚洲最大的集装箱转运设施竣工[16]。

## 图集

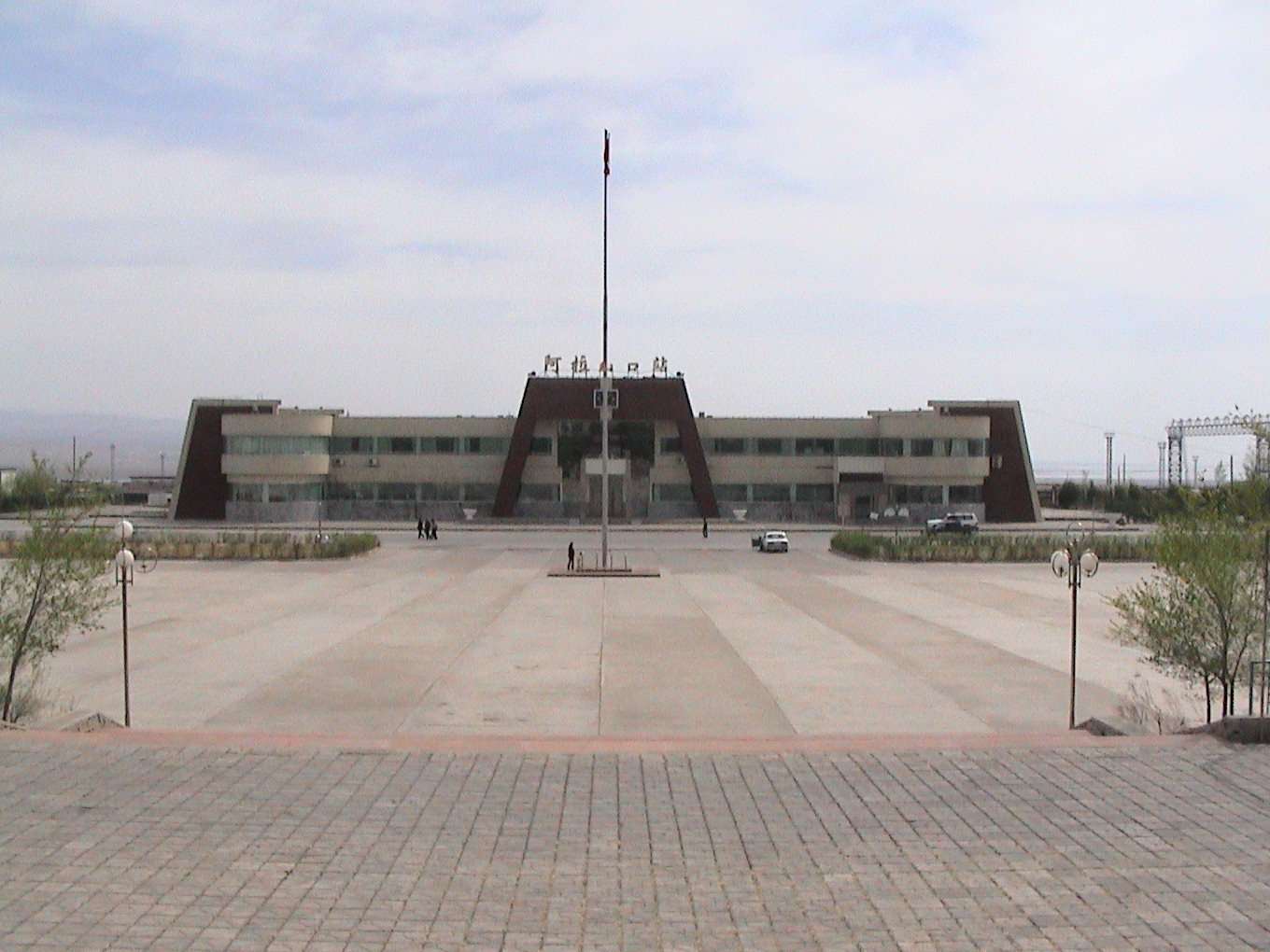
远景
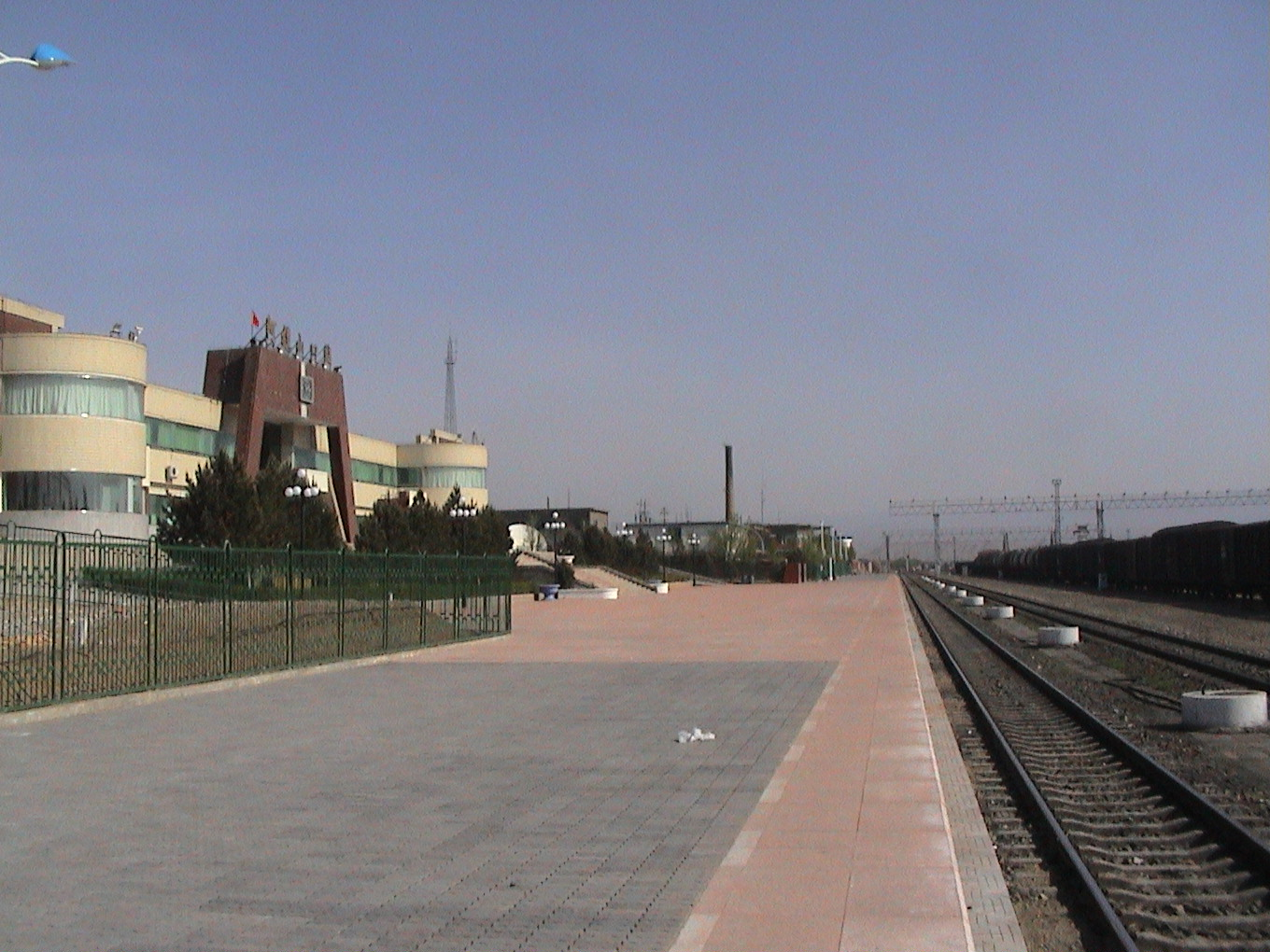
站台
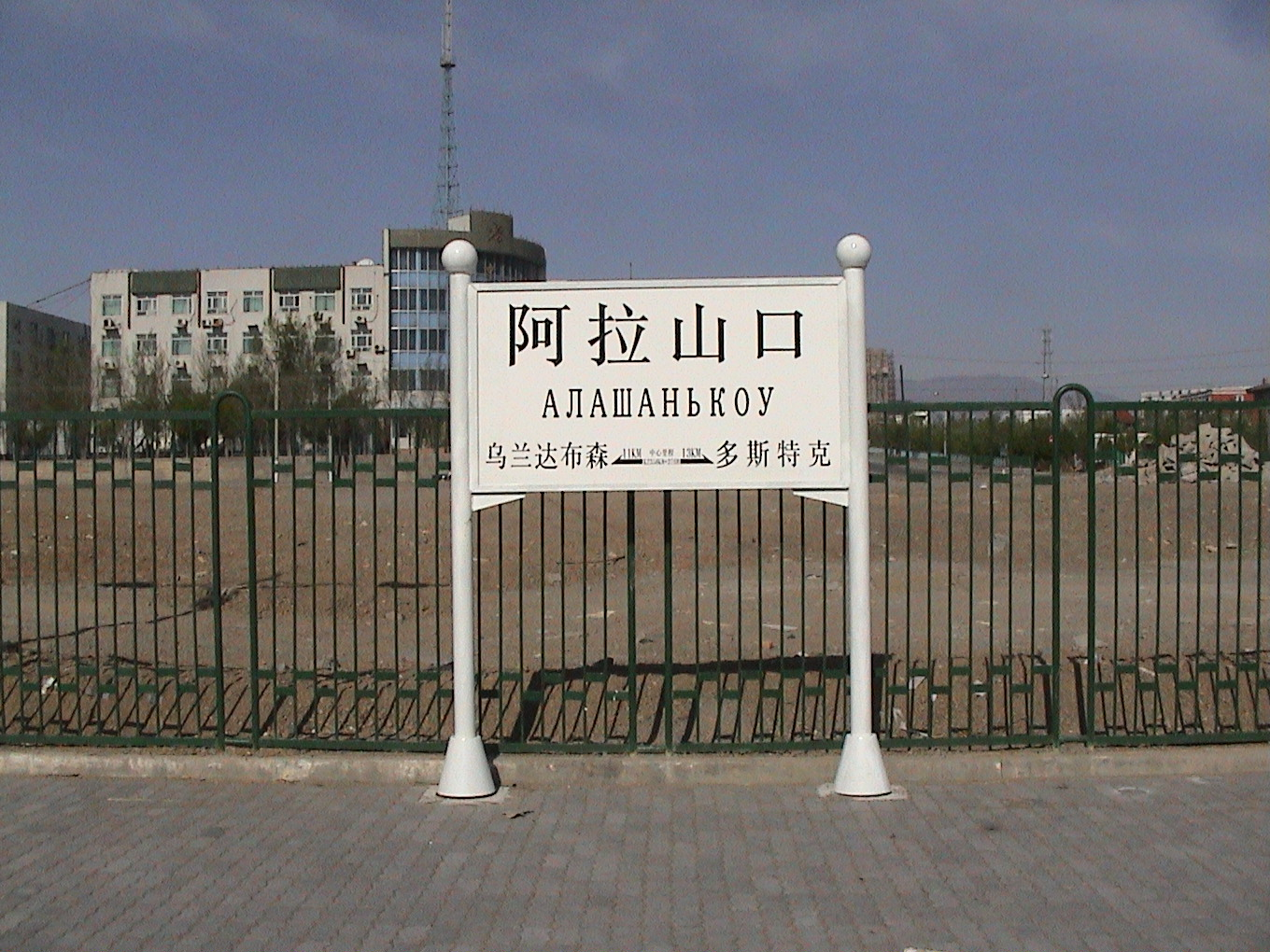
站牌